# Chiesa di San Lussorio (Borore)
La chiesa di San Lussorio è una chiesa campestre situata in territorio di Borore, centro abitato della Sardegna centrale. Consacrata al culto cattolico, fa parte della parrocchia della Beata Vergine Assunta, diocesi di Alghero-Bosa.
La chiesa, edificata nel XVIII secolo, si trova all'interno del santuario campestre ubicato in prossimità dello svincolo sulla statale 131 che porta al paese, in località Turru.

Presenta al suo interno alcuni dipinti di notevole interesse artistico, che raffigurano i costumi tradizionali della Sardegna. La chiesa è circondata da muristenes, piccoli alloggi dove dimorano i pellegrini durante il novenario che annualmente si svolge presso il santuario.